# Margency
Margency egy község Franciaországban. Lakosainak száma 2954 fő (2022. január 1.).

## Földrajza
Margency Andilly, Eaubonne és Montlignon községekkel határos.